# Christina Erikson
Christina Erikson, tidigare Christina Granbom, folkbokförd Majken Christina Eriksson Erikson, ursprungligen Johansson, född 22 februari 1973 i Högsby församling i Kalmar län, är en svensk författare och entreprenör. Hon är utbildad operationssjuksköterska men omskolade sig tidigt och har en fil. kand. i medie- och kommunikationsvetenskap.

## Biografi
Erikson bokdebuterade år 2014 med Morsarvet och året efter kom uppföljaren En god gärning. Båda böckerna utspelar sig i Kungsör i Västmanland.
Under 2014 inledde Christina Erikson ett samarbete med Thomas Erikson, vilket resulterade i två böcker om begravningsentreprenör Rita Benson. 2015 släpptes första delen Av jord är du kommen och sommaren 2017 släpptes andra delen Dödgrävarens dotter. Samarbetet övergick snart från intensivt skrivande till kärlek, och de gifte sig i maj 2017.
I juli 2017 skrev Christina Erikson ett tvåbokskontrakt med Albert Bonniers förlag. Den första boken, Din Vän Forsete, gavs ut i september 2018.
Erikson gav ut den första delen, Om du var min, i bokserien Svartåsviten 2023.